# کیرشزاهر
کیرشزاهر (به آلمانی: Kirchsahr) یک شهر در آلمان است که در اهرویلر واقع شده‌است. کیرشزاهر ۳۹۱ نفر جمعیت دارد.